# Ouragan, l'odyssée d'un vent
Pour plus de détails, voir Fiche technique et Distribution.
Ouragan, l'odyssée d'un vent est un documentaire français de Cyril Barbançon, Andy Byatt et Jacqueline Farmer. Il est le récit d’un voyage de plus de 15 000 km de l'un des phénomènes climatiques les plus dévastateurs de notre planète : l'ouragan.

## Synopsis
Avant d’être le phénomène météorologique hautement dévastateur qui a ravagé le golfe du Mexique, la Floride, Porto Rico ou encore Cuba, l’ouragan est né sous les traits d’un vent chargé de pluie, une simple tempête de sable qui s’abat un jour de mois d’août sur l’Afrique de l’Ouest et amène avec elle la mousson et sa pluie vivifiante.
À l’origine donc, une pluie attendue et fêtée, car indispensable à la vie d’hommes et de femmes dans un pays où la moindre goutte d’eau est précieuse. Ce n’est qu’après avoir contribué à la fécondité de cette région du monde que ce vent se déplace pour montrer un autre visage, sous d’autres latitudes. Il se fait ainsi dépression tropicale et avale les kilomètres au-dessus des mers et des océans.
C’est là qu’un échange d’énergie s’opère entre l’immensité aquatique et sa propre démesure, incarnée dans ce vent encore impalpable. À mesure qu’il se charge en chaleur, en humidité et en énergie, sa force croît. En quelques semaines, sous l’œil admiratif et inquiet des climatologues et des experts des centres météorologiques des pays qu’il menace, celui qui n’était qu’un simple vent et qui deviendra un redoutable ouragan est devenu une tempête tropicale.
Traversant l’océan Atlantique nord, cette tempête tropicale désormais baptisée Lucy, menace Porto Rico et la côte Est de cette île. À son approche, perçue des heures à l’avance par les sens aigus des animaux de la flore portoricaine, une peur panique gagne les animaux de la forêt d’El Yunque. Les populations se déplacent pour échapper à sa furie, surélèvent leurs meubles, ferment portes et fenêtres et abandonnent leurs habitations, talonnés par la tempête.
C’est ensuite à Cuba de se préparer au déchaînement de sa force : car les températures élevées, la chaleur des mers en cette région du monde ont nourri Lucy, rapidement devenue un ouragan de catégorie 1, puis un inquiétant ouragan de catégorie 4. Aussi l’île est-elle en émoi. Car c’est ici qu’il a décidé de laisser libre cours à sa démesure. Son grand tournoiement sauvage ne se fait pas attendre et s’abat avec une pluie diluvienne sur les populations, sur la faune et la flore désemparées et impuissantes.
Des vents soufflant à une moyenne de 240 km/h, avec des rafales atteignant les 270km/h sont l’expression de sa colère aveugle. « J’avance avec l’indifférence aveugle de la grande moissonneuse », dit-il en empruntant la voix de Romane Bohringer dans un texte adapté d’une prose de Victor Hugo. L’ouragan, dans son grand déferlement de puissance, semble alors incarner la mort. Rien ne lui résiste : les matériaux ploient, se brisent et sont emportés comme de vulgaires fétus de paille. Rien n’est épargné : ni ce qui vole, ni ce qui nage, ni ce qui rampe sur le sol. Au lendemain de son passage sur les îles de Cuba et de Porto Rico, il ne reste plus que des villes et des villages ravagés : les habitations ont été détruites, disloquées, les véhicules emportés, les routes défoncées.
Finalement, après avoir parcouru des milliers de kilomètres, après avoir déchaîné sa force inépuisable, après avoir semé le chaos et dévasté des étendues de mer et de terre, l’ouragan meurt et se meut en une dépression post-tropicale qui avance à grands pas vers le Nord. C’est un autre visage qu’il va montrer avant que de mourir en Louisiane : des inondations sont prévues dans cet état des États-Unis dont une partie est située sous le niveau de la mer. Là encore, le vivant s’affole et fuit le déluge à venir.
Mais le monologue de l’ouragan interroge et remet en question notre perception de ce qui nous semblait être le simple déchaînement d'une force : Cette débauche d’énergie n’est-elle que mortifère ? Ou le cataclysme porte-t-il la vie en son sein ? S'il sème le chaos, n'a-t-il pas une fonction dans l'ordre du monde ? « Je serais le monstre, si je n’étais la merveille », déclare-t-il. Et les images de dévastation, assorties des témoignages de victimes, ne sont pas univoques : la vie n’a pas disparu sous son pas ravageur, elle s'est transformée. Le pays est métamorphosé, et la Nature tire parti de cette régénération qui lui a été imposée.

## Inspirations
La narration est largement inspirée d'un texte de Victor Hugo, La Mer et le Vent, issu des Proses Philosophiques. Les réalisateurs déclarent que ce texte, découvert seulement après le tournage du film, a cependant nourri leur réflexion sur l'ouragan au moment de la post-production, tant la vision de Victor Hugo, en dépit de sa poéticité, était visionnaire. Le texte, qui montre la dualité de l'ouragan, à la fois force destructrice et force régénératrice, a en effet saisi un aspect central de ce phénomène climatique, au demeurant trop souvent réduit à une force cataclysmique et chaotique.

## Fiche technique
- Titre : Ouragan
- Réalisation : Cyril Barbançon, Andy Byatt et Jacqueline Farmer
- Scénario : Frédérique Zepter, Olivier Lorelle, Philippe Blasband
- Photographie : Cyril Barbançon
- Cadreur: John Jackson et Pierre Petit
- Son : Fabrice Osinski et  Yves Bémelmans
- Musique : Yann Tiersen et Catherine Graindorge, Thomas Tilly
- Narration : Romane Bohringer
- Montage : Luc Plantier et Philippe Ravoet
- Production : Jacqueline Farmer, Jean-Yves Asselin, Olivier Rausin, Bertrand Loyer
- Sociétés de production : Ouragan Films, Saint Thomas Productions, Climax Films
- Pays d'origine :  France
- Genre : documentaire
- Format: Scope 2.35 / 3D relief
- Durée : 82 minutes